# Велика Мечеть

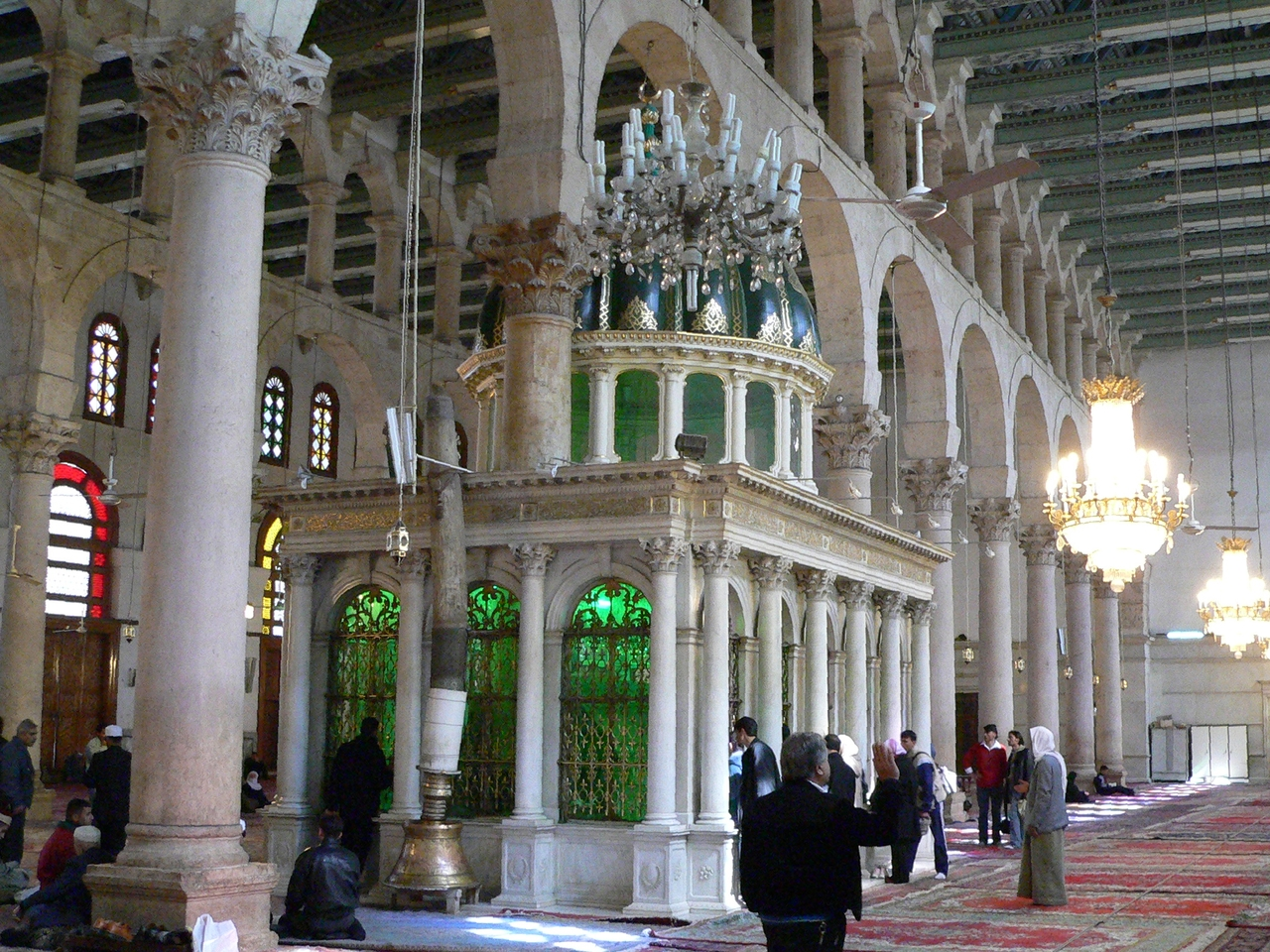
Святиня Ях'я (Іоана Хрестителя) всередині мечеті

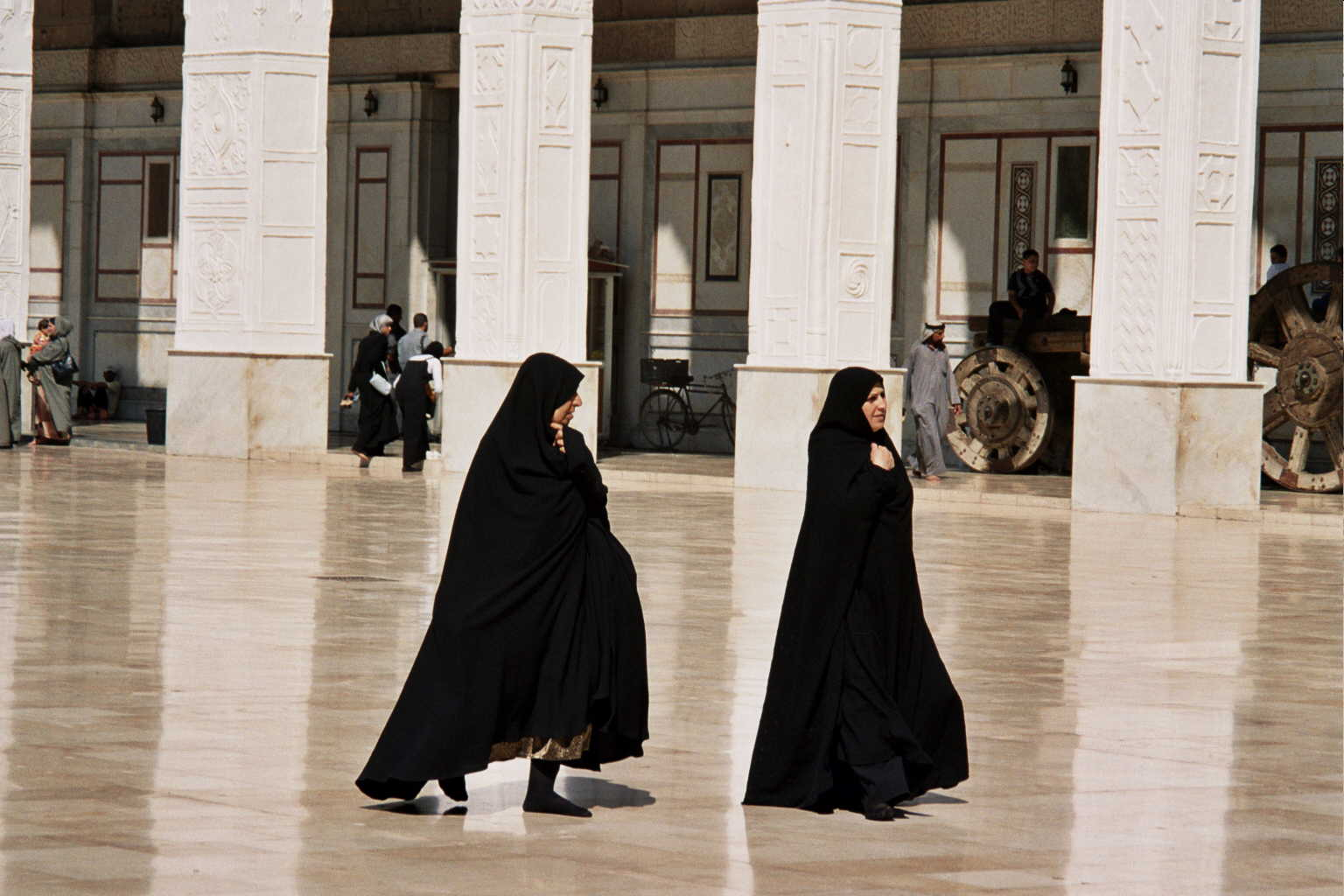
Іранські прочани в мечеті Омеядів

Велика мечеть або мечеть Омеядів (араб. جامع بني أمية الكبير) — одна з найбільших та найдавніших мечетей у світі, розташована в Дамаску; архітектурна пам'ятка XII ст., частина Старого міста Дамаска, яке входить до всесвітньої культурної спадщини ЮНЕСКО.

## Короткий опис
Мечеть неодноразово перебудовувалася. Спочатку на її місці був арамейський храм бога Хадада, потім — Юпітера Дамаського. Пізніше він перетворився на візантійську базиліку Святого Захарія, потім — на церкву Святого Іоанна Хрестителя й, нарешті, на мечеть. Деякий час християни й мусульмани молилися там разом. Так тривало 70 років. Але 708 року каліф Аль-Валід ібн Абд аль-Малік конфіскував храм, дозволивши християнам побудувати декілька церков та повернув забрані раніше[джерело?]. 
Мечеть Омеядів — єдина, де збережено християнську мозаїку, а також відомі фрески з сонячної «смальти», які було виготовлено за тією ж технологією, що й мозаїки Равенни.
У мечеті розташована каплиця святого Іоанна Хрестителя (пророк Ях'я в ісламській традиції), де зберігається голова святого. В окремому приміщенні при мечеті зберігаються волосина з бороди пророка Мухамеда та голова Хусейна — сина четвертого «праведного» пророка Алі, зятя пророка Мухамеда.
У 2013 мечеть значно пошкоджено внаслідок інтенсивних боїв. Сирійське провладне агентство САНА звинуватило в цьому бойовиків радикального ісламістського угрупування «Джебхат ан-нусра» («Фронт перемоги»), опозиціонери однак стверджують, що мечеть потрапила під обстріл танків сирійської армії[джерело?].